# Antistrofe
L'antistrofe (dal greco antí, «contro», e strophē, «voltata del coro»), nella metrica greca, è la seconda parte del sistema ritmico proprio della lirica corale ellenica, che è detto triade dorica: è la porzione di un'ode, cantata dal coro in un movimento da ovest a est, come risposta alla strofe, che invece viene cantata nell'altra direzione. Queste due parti sono, ad ogni modo, identiche nella loro struttura; la terza parte è l'epodo, che chiude e unisce le altre due.
L'antistrofe è, in teoria, una risposta e serve a fornire un equilibrio agli effetti della strofe.
Nella letteratura, l'antistrofe è un elemento retorico che prevede la terminazione di parti dello stesso periodo con la medesima parola, quindi è una figura uguale e contraria all'anafora.
L'antistrofe non è stata utilizzata solo dai classici, ma è ampiamente presente anche nella tradizione biblica ed evangelica, come nella Prima lettera ai Corinzi di san Paolo.
Nella poesia, anche moderna, l'antistrofe è rintracciabile nello stile lirico ricercato, che prevede la ripetizione della stessa parola.
Aristotele qualifica la retorica come antistrofe della dialettica (Retorica, 135 a 1), a significare la profonda somiglianza, ma anche la diversità circa le direzioni in cui vanno le due: la retorica infatti è finalizzata a persuadere; la dialettica invece, secondo Aristotele, ad esaminare e ricercare (101a 35 - 101b 4).